# El-P
Jaime Meline (født d. 2. marts 1975), bedre kendt under kunsternavnet El-P, er en amerikansk rapper og producer. Han begyndte sin karriere som del af gruppen Company Flow, og har siden været en ledende figur i underground hiphop-scenen, både som rapper og som producer. Han har siden 2013 været del af den anmelderroste duo Run the Jewels.

## Karriere
El-P begyndte sin karriere i 1992, da han som teenager dannede gruppen Company Flow sammen med sin ven Mr. Len. Senere blev Bigg Jus også medlem af gruppen, og de udgav i 1995 deres første EP, kaldet Funcrusher. EP'en var en stor succes, og resulterede i, at de blev underskrevet med Rawkus Records, og her kunne udgive deres første album, kaldet Funcrusher Plus i 1997. Uenigheder med Rawkus om deres retning resulterede i, at El-P forlod og dannede sit eget pladeselskab, Definitive Jux, i 1999. I 2001 gik Company Flows fra hinanden.
El-P udgav i maj 2002 sit første album som solokunstner, kaldet Fantastic Damage. Albummet modtog gode anmeldelser, herunder at magasinet Pitchfork placerede det som det 11. bedste rap i 2002. Hans næste album High Water blev udgivet i marts 2004, og var genremæssigt anderledes, da det var et jazz fusion-album, og fik blandede anmeldelser. Hans næste studiealbum blev først udgivet i marts 2007, og var kaldt I'll Sleep When You're Dead. El-P vendte her tilbage til sin tidligere hiphop stil. Herefter gik der en fem årig pause før hans næste album, Cancer 4 Cure som blev udgivet i 2012.
I starten af 2013, annoncerede El-P, at han ville danne duoen Run the Jewels sammen med rapperen Killer Mike, som han tidligere havde arbejdet med som producer.

## Diskografi
Studiealbum
- Fantastic Damage (2002)
- High Water (2004)
- I'll Sleep When You're Dead (2007)
- Cancer 4 Cure (2012)